# Jay Inslee
Jay Robert Inslee (Seattle, 9 de febrero de 1951) es un político estadounidense que se desempeñó como el 23.º gobernador de Washington de 2013 a 2025. Anteriormente, sirvió en la Cámara de Representantes de Estados Unidos, desde 1993 hasta 1995 por el 4.º distrito congresional de Washington, en el centro geográfico del estado, cerca de Yakima, y desde 1999 hasta 2012 por el 1.º distrito congresional de Washington, que incluyó muchos de los suburbios del norte de Seattle, y los condados de King, Snohomish, y Kitsap. Anunció su candidatura para la gubernatura de Washington el 27 de junio de 2011, y renunció del congreso el 20 de marzo de 2012, para concentrarse en su campaña. Fue declarado ganador de las elecciones para gobernador el 9 de noviembre de 2012. Es miembro del Partido Demócrata.

## Biografía

### Gobernador de Washington (2013-2025)

#### Elecciones a la gobernación de 2012
De origen nativo. El 27 de junio de 2011, Inslee anunció su candidatura al puesto de Gobernador de Washington en las elecciones de 2012. Su campaña se concentró en la creación de puestos de trabajo, proponiendo docenas de propuestas para incrementar el crecimiento del empleo y el uso de las energías limpias, y a las industrias aeroespacial y biotecnológica. También apoyó el matrimonio homosexual, que fue legalizado, y se opuso a la subida de impuestos. Ganó las elecciones por un margen muy fino con respecto a su oponente republicano, Rob McKenna, con el 51% de los votos. Aunque los votos todavía estuvieran siendo contados, McKenna no cedió inmediatamente.

#### Cargo
Durante el período de sesiones de 2013, la legislatura no pudo crear un plan de presupuesto fiscal durante la sesión inicial, e Inslee se vio obligado a convocar dos sesiones especiales con el fin de dar tiempo a que se creara un presupuesto. El Senado, controlado por el Partido Republicano, y la Cámara de Representantes, controlada por el Partido Demócrata pasaron cada uno sus respectivos presupuestos, pero no llegaban a ningún acuerdo. Finalmente, en junio de 2013, Inslee acabó firmando un presupuesto de 33,6 miles de millones de dólares que ambas cámaras habían acordado, aunque vacilantemente. Fue la primera vez en 20 años que una legislatura llegó a un presupuesto tan tarde en el año.
El 13 de junio de 2013, Inslee firmó un impuesto sobre sucesiones adicional en la ley. El impuesto tuvo el apoyo de ambos partidos y fue aprobado en el senado en una votación de 30-19.
En diciembre de 2013, fue elegido para servir como presidente financiero de la Asociación de Gobernadores Demócratas.
En enero de 2014, Inslee dio un discurso elogiando a los maquinistas que votaron para renovar el contrato de Boeing con Seattle, permitiendo a la compañía construir sus aeronaves Boeing 777x en Seattle. Inslee dijo que el contrato traerá a Washington a una nueva meseta industrial y que será un punto de inflexión para el empleo en Washington. "Los trabajos creados se sitúan en los miles y no es solo en el 777X, sino que también todo lo que han hecho con el Boeing 787, que fue parcialmente construido en Carolina del Sur."